# Скемпе
Скемпе (пол. Skępe) — місто в центральній Польщі, в районі Добжинських озер.
Належить до Ліпновського повіту Куявсько-Поморського воєводства.

## Демографія
Демографічна структура станом на 31 березня 2011 року:
|          | Загалом | Допрацездатний вік | Працездатний вік | Постпрацездатний вік |
| -------- | ------- | ------------------ | ---------------- | -------------------- |
| Чоловіки | 1743    | 356                | 1239             | 148                  |
| Жінки    | 1941    | 382                | 1156             | 403                  |
| Разом    | 3684    | 738                | 2395             | 551                  |

## Відомі люди

### Уродженці
- Емма Попик (*1949) — польська письменниця-фантастка та дитяча письменниця.